# Palais Corsini al Parione

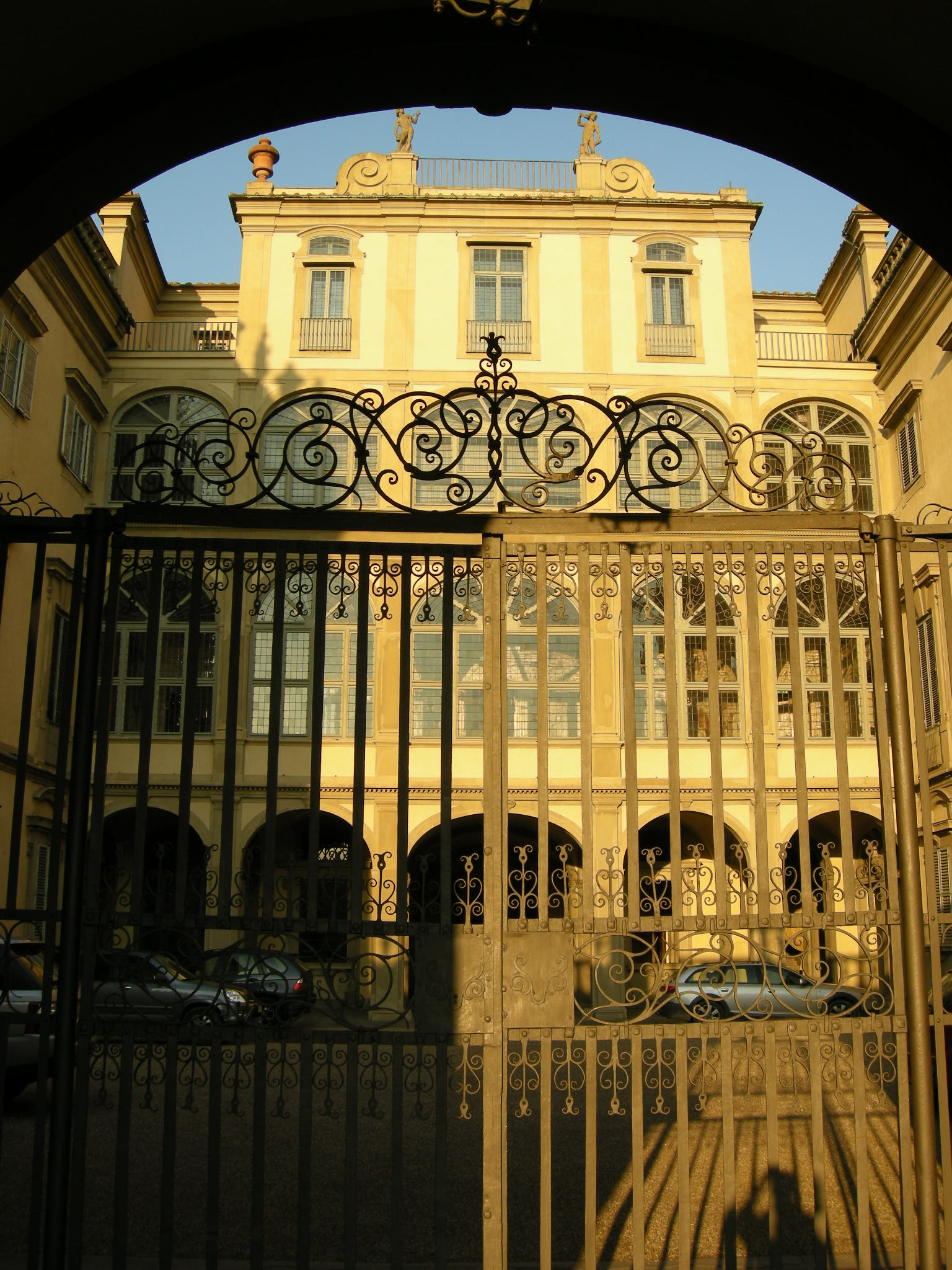
La façade sur la cour intérieure.

Le palais Corsini, également connu sous le nom de al Parione, est un palais de Florence situé sur le Lungarno Corsini.

## Les Corsini
Les Corsini sont arrivés sur la scène florentine du XVIIe siècle comme la famille la plus riche de la ville, après les grands-ducs bien sûr. En réalité, l'origine de la famille est entièrement urbaine, avec une ascension commencée à la fin du Moyen Âge comme banquiers, parsemée de quelques personnages importants comme Saint André Corsini, évêque de Fiesole au XIVe siècle, et caractérisée par une richesse progressivement croissante, grâce aux ressources de la banque Corsini, notamment à l'étranger et en particulier à Londres, où elle est devenue l'une des institutions financières les plus importantes de la ville anglaise. Le patrimoine accumulé fut réinvesti dans de nombreuses terres, surtout dans l'état papal. Ainsi, le titre de marquis ne tarda pas à arriver pour le chef de famille que le pape Urbain VIII a rendu plus tard prince. En 1730, Lorenzo Corsini devient le Clément XII, couronnant une ascension sociale qui dura des siècles.

## Le palais sur le Lungarno

### Histoire

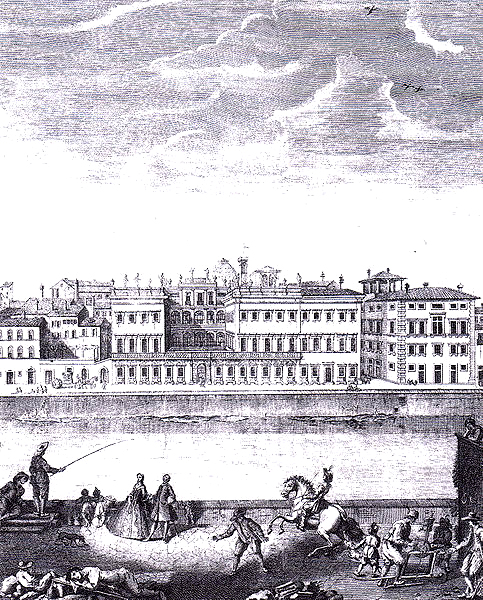
Vue de Giuseppe Zocchi, environ 1744.

C'est le palais principal de la famille à Florence. Sur le terrain où il s'étend se trouvaient divers bâtiments, dont le plus important était le casino del Parione, avec un parc, déjà construit sur les maisons confisquées en 1555 à Bindo Altoviti. Il fut donné d'abord au marquis de Marignano, puis à Jean de Médicis (1567-1621), fils de Cosme Ier et Eleonora degli Albizi. En 1621, il passa au cardinal Giancarlo de' Medici et fut vendu en 1640 à Maddalena Machiavelli, mère de Bartolomeo Corsini, qui en hérita en 1650.
Sur ce site on trouvait également la maison de l'avocat Tommaso Compagni, décorée d'une fresque des Neuf Muses de Bernardino Poccetti, aujourd'hui détruite, et d'autres biens de la famille Corsini.
Bartolomeo Corsini commença la construction d'un nouveau palais en 1656, d'abord avec la contribution de l'architecte Alfonso Parigi le Jeune, auquel succéda dans la décennie suivante Ferdinando Tacca puis, de 1679 à 1681, Pier Francesco Silvani, également concepteur de la chapelle Corsini dans l'Église Santa Maria del Carmine.
Le projet actuel en forme de « u » et l'escalier en forme d'hélice, documenté comme construits dans ces années-là, sont attribués à l'intervention de Pier Francesco Silvani (peut-être également attribuable à Gherardo Silvani). Après la mort de Pier Francesco (1685), Antonio Maria Ferri lui succéda et créa la plupart des éléments architecturaux encore visibles aujourd'hui : les trois corps articulés autour d'une cour centrale, l'escalier monumental, la façade sur l'Arno avec le « vide » original dans la partie centrale. Les terrasses du dernier étage, décorées avec des statues et des vases en terre cuite, sont typiques du baroque tardif. Certaines sources rapportent quelques dates de construction : la partie du côté du fleuve fut commencée en 1687, la façade en 1690 ; en 1689, le bâtiment est mentionné dans le Guide de Florence de Raffaello del Bruno. Cependant, l'achèvement définitif des travaux n'a été indiqué qu'en 1737, même si l'ensemble du projet n'a pas été réalisé : depuis l'Arno, on peut voir à quel point la façade est asymétrique en raison de l'absence du corps gauche vers le Ponte alla Carraia. Une nouvelle route aurait également dû être pavée pour créer un accès monumental à la ville en coupant de la via del Parione à la via della Vigna Nuova au palais Rucellai.

### Architecture

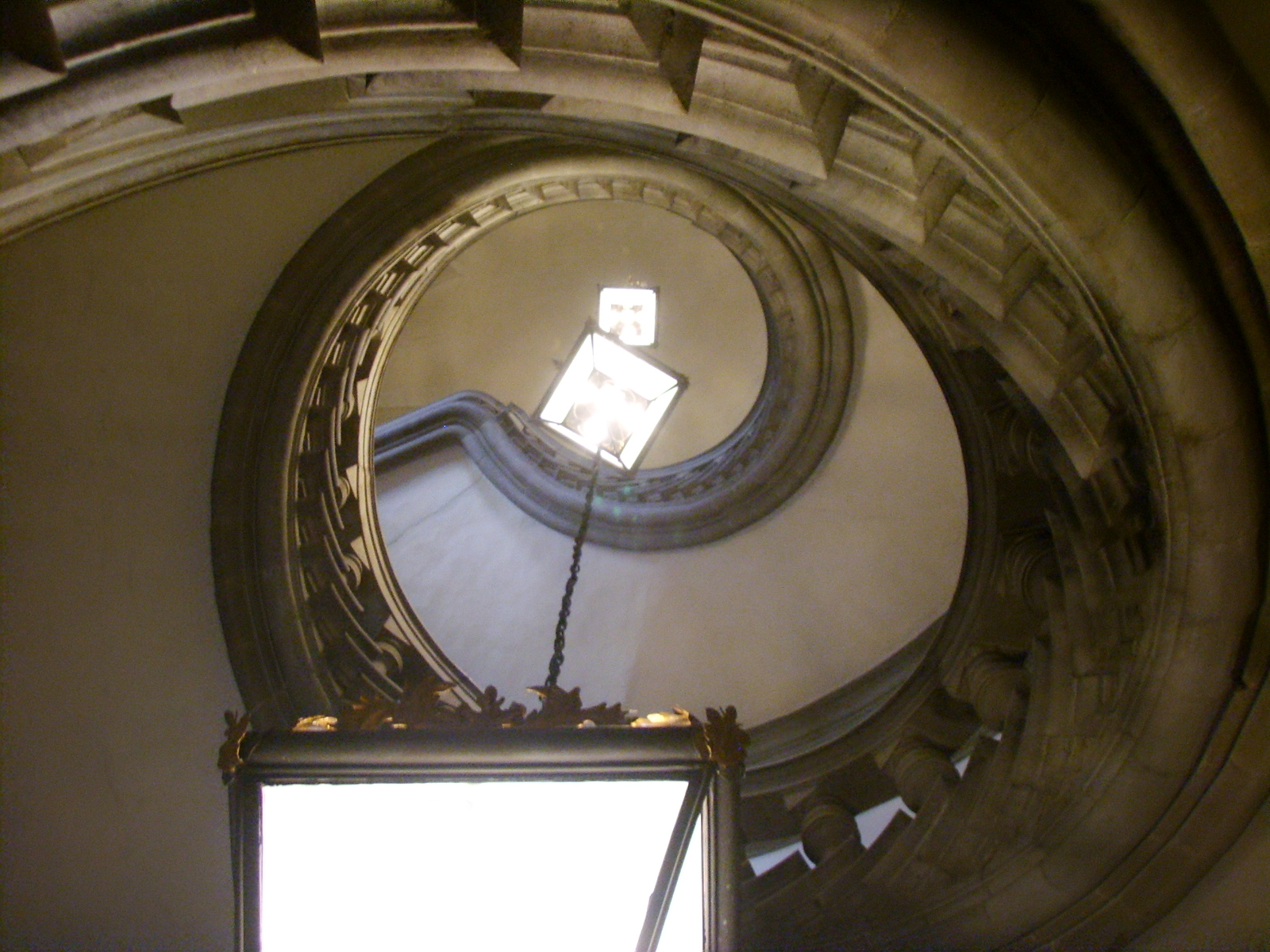
L'escalier hélicoïdal.

Dans le panorama de l'architecture florentine traditionnelle, le palais représentait une nouveauté absolue, dans un style entièrement baroque. Cela se voit dans le choix original de mettre en valeur scéniquement la façade sur le fleuve, dans l'utilisation des avant-corps, de la terrasse centrale, des fenêtres avec des arcs elliptiques surbaissés, des greniers avec des balustrades décorées de vases et de statues... autant d'éléments qui étaient alors nouveaux à Florence, et qui étaient souvent copiés, notamment dans les bâtiments de périphérie comme les villas et les casini.
Le palais se développe en trois corps principaux organisés autour de la grande cour. L'aile droite est deux fois plus grande que la gauche, puisque le projet original, inachevé, prévoyait un volume encore plus grand du complexe, avec un développement ultérieur vers la Piazza Goldoni.
On accède à la cour par un portail surmonté d'armoiries des Corsini sculptées et flanquées de colonnes. Une vue avec balustrade longe le mur où la porte s'ouvre et se poursuit sur toute la façade à la hauteur du rez-de-chaussée. Au-delà de la balustrade, on peut voir le corps central du bâtiment depuis la rive opposée, en retrait des avant-corps latéraux, ce qui crée un jeu de pleins et de vides où la monotonie est absente.
Le couronnement évocateur du toit, typique du XVIIIe siècle, présente une terrasse avec une balustrade en pierre décorée de statues en pierre aussi et d'anciens cratères en terre cuite ; il crée un effet décoratif et scénographique évocateur, qui rappelle les ailes d'un théâtre ou les décorations d'un jardin à l'italienne.

### Intérieur

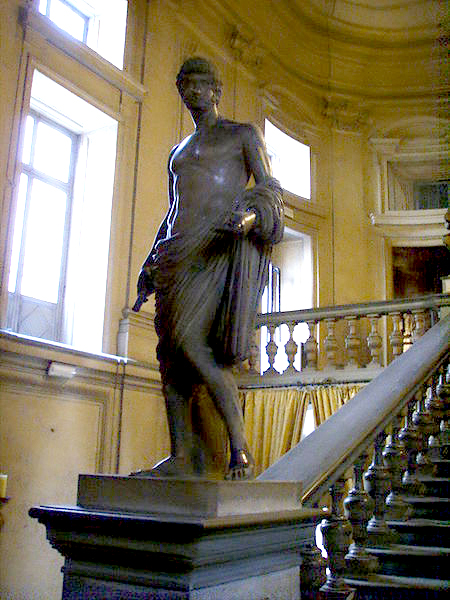
Une statue de l'escalier monumental.

Au rez-de-chaussée il y a une grotte artificielle, œuvre de Ferri réalisée entre 1692 et 1698 avec l'aide du stucateur Carlo Marcellini et des peintres Rinaldo Botti et Alessandro Gherardini.
Depuis la cour centrale, on peut accéder à l'escalier hélicoïdal de Silvani et à l'escalier monumental de Ferri. Ce dernier présente une décoration de statues néoclassiques et est couronné au premier étage par la statue du pape Clément XII, né Lorenzo Corsini, sculptée par Carlo Monaldi et qui a été placée à cet endroit par Girolamo Ticciati en 1737.
Le palais est composé de nombreuses salles remplies de fresques, de décorations et de meubles originaux. Au rez-de-chaussée, on trouve une loggia avec des fresques peintes entre 1650 et 1653 par Alessandro Rosi et Bartolomeo Neri. Non loin de là, on peut trouver la majestueuse Salle du Trône, aux proportions grandioses et richement décorée, avec des colonnes et des pilastres le long des murs, une galerie supérieure de statues antiques et des bustes de différents artistes du XVIIIe siècle placés sur les portes et les fenêtres. Au plafond se trouve une fresque avec l'Apothéose de la Casa Corsini d'Anton Domenico Gabbiani et ses assistants de 1696 : parmi les scènes représentées, deux personnages volants transportent dans le ciel une maquette du palais.
La salle suivante est la salle de bal, avec la voûte décorée de fresques par Alessandro Gherardini. On trouve ensuite une succession de salles ornées de fresques, avec des peintures exécutées entre 1692 et 1700 par Anton Domenico Gabbiani, Cosimo Ulivelli, Pier Dandini, Giovanni Passanti, Rinaldo Botti, Andrea Landini, Atanasio Bimbacci, etc. À noter également les stucs qui décorent les encadrements de portes et de fenêtres.

## Galerie Corsini
Le premier étage abrite la galerie de peintures connue sous le nom de Galerie Corsini, la plus importante collection d'art privée de Florence, qui peut être visitée sur rendez-vous, axée sur la peinture italienne et européenne des XVIIe et XVIIIe siècles, mais aussi avec quelques exemples intéressants de l'art Renaissance. Les peintures exposées comprennent des œuvres de Filippo Lippi, Giovanni Bellini, Luca Signorelli (Vierge à l'Enfant entre les saints Jérôme et Bernard), Pontormo, Le Caravage (Portrait de Maffeo Barberini), Salvator Rosa et Luca Giordano. La collection a été créée par Don Lorenzo Corsini, neveu du pape Clément XII en 1765.

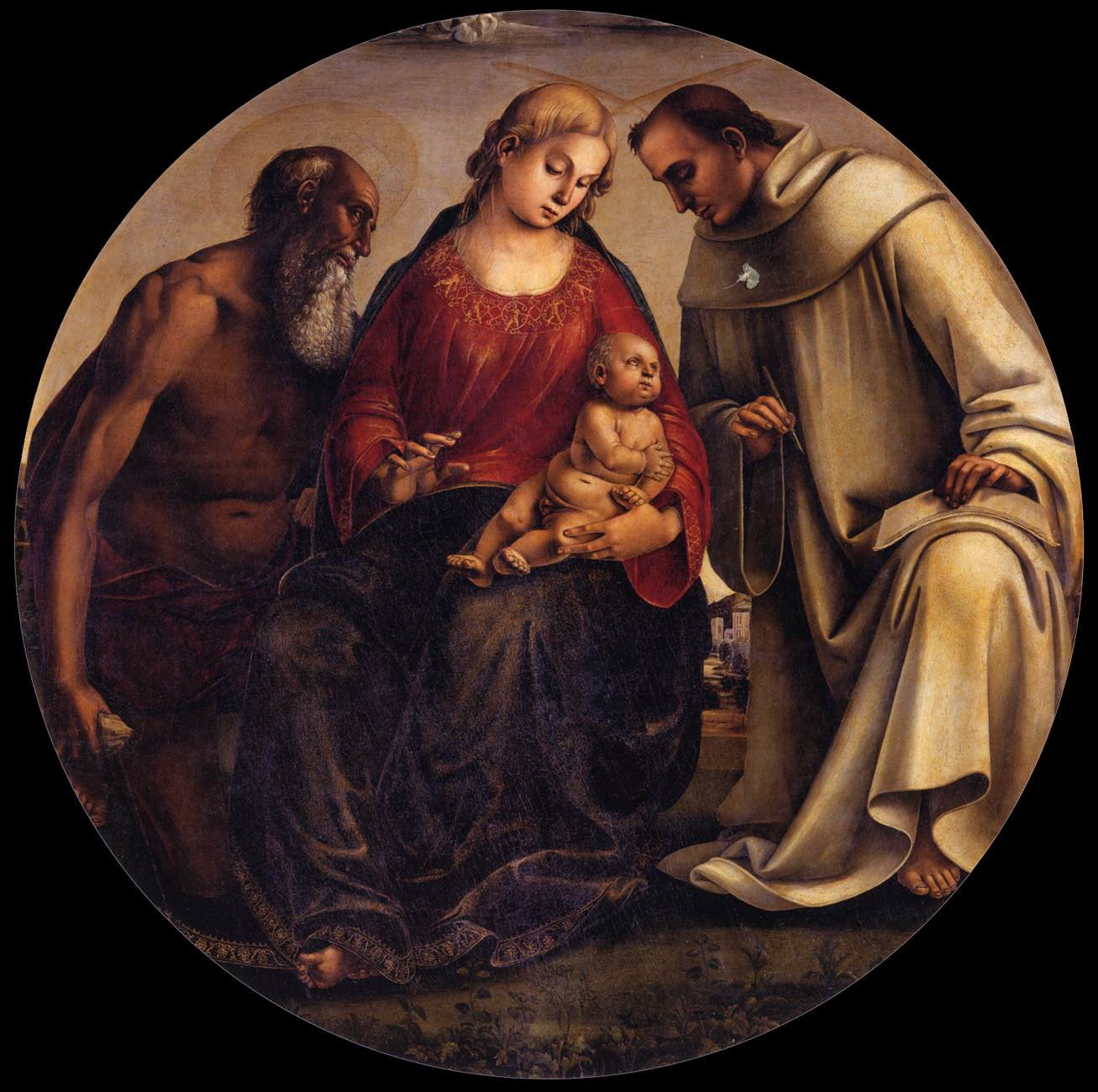
Vierge à l’Enfant entre saint Jérôme et Bernard de Clairvaux, galerie Corsini, Florence.

Aujourd'hui, le palais, encore en partie habité par les descendants de la famille Corsini, Lucrezia Corsini Miari Fulcis, Livia Sanminiatelli Branca et Fabio Sanminiatelli, est utilisé comme lieu d'expositions et d'événements (comme la Biennale des antiquités organisée dans le passé au palais Strozzi) et peut être visité sur rendez-vous.